# Lucignano
Lucignano település Olaszországban, Toszkána régióban, Arezzo megyében. Lakosainak száma 3383 fő (2023. január 1.). Lucignano Marciano della Chiana, Monte San Savino, Rapolano Terme, Sinalunga és Foiano della Chiana községekkel határos.

## Népesség
A település lakossága az elmúlt években az alábbi módon változott:
| Lakosok száma | 3577 | 3554 | 3383 |
|               | 2017 | 2018 | 2023 |